# Marith Müller-Prießen
Marith Müller-Prießen, née le 17 décembre 1990 à Kempen en Allemagne, est une footballeuse allemande jouant au poste de défenseur central au Paris FC.

## Biographie

### Carrière en club
En juillet 2019, Marith Müller-Prießen s'engage pour une saison au Paris FC.

## Palmarès

### Equipe d'Allemagne
- Vainqueur de la Coupe du monde des moins de 20 ans en 2010

### FCR 2001 Duisburg
- Vainqueur de la Ligue des champions en 2009
- Vice-championne d'Allemagne en 2007, 2008 et 2010
- Vainqueur de la Coupe d'Allemagne en 2009 et 2010
- Finaliste de la Coupe d'Allemagne en 2007

### 1. FFC Frankfurt
- Vainqueur de la Ligue des champions en 2015